# Regla Chatham House

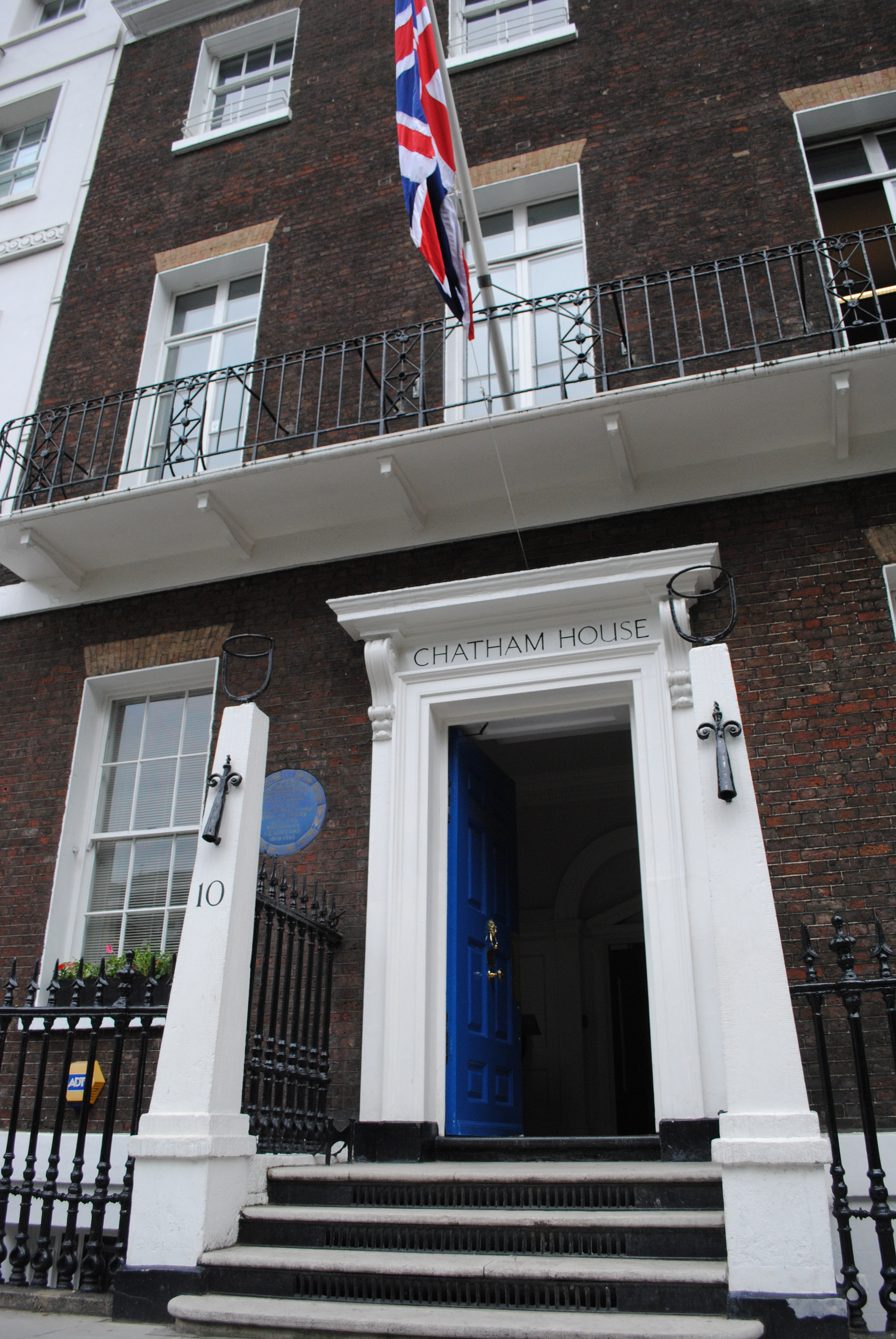
Chatham House

La regla de Chatham House es un sistema para la celebración de debates y mesas redondas sobre temas controvertidos, el nombre proviene de la sede del Real Instituto de Asuntos Internacionales, también conocido como Chatham House, donde surgió la regla en junio de 1927.
La regla dispone que las personas que asisten a un seminario pueden discutir los resultados del seminario en el mundo exterior, pero no pueden discutir sobre quién asistió o identificar lo que dijo un individuo específico. La regla de Chatham House se desarrolló para facilitar la discusión franca y honesta sobre temas controvertidos o impopulares por oradores que pueden no tener otra forma de acceder a un fórum adecuado. A pesar de esto, la mayoría de las reuniones en la Chatham House se llevan a cabo públicamente, y no bajo la regla de Chatham House.
En su última versión de 2002 la regla reza:
Cuando una reunión, o una parte de una reunión, se convoca bajo la regla de Chatham House (the "Chatham House Rule"), los participantes tienen el derecho de utilizar la información que reciben, pero no se puede revelar ni la identidad ni la afiliación del orador, ni de ningún otro participante.